# ساتشلو
ساتشلو هي قرية في مقاطعة مشكين شهر، إيران. عدد سكان هذه القرية هو 83 في سنة 2006.